# 701 Oriola
A 701 Oriola egy a Naprendszer kisbolygói közül, amit Joseph Helffrich fedezett fel 1910. július 12-én.